# Санчес Викарио, Аранча
Ара́нча Са́нчес Вика́рио (исп. Arantxa Sánchez Vicario, кат. Arantxa Sánchez i Vicario; род. 18 декабря 1971 в Барселоне, Испания) — испанская теннисистка, бывшая первая ракетка мира в одиночном и парном разрядах. Младшая сестра теннисистов Эмилио и Хавьера Санчесов.
Победительница 14 турниров Большого шлема (4 из них в одиночном разряде), пятикратная обладательница Кубка Федерации в составе сборной Испании. Член Международного зала теннисной славы с 2007 года.

## Биография

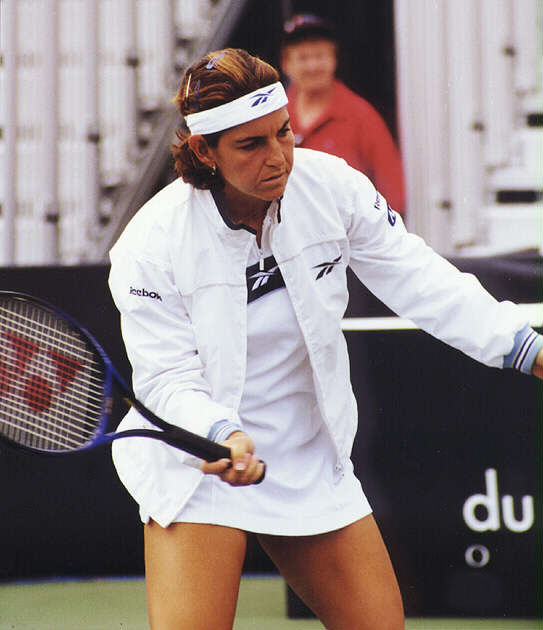

Начало профессиональной карьеры — 1985.
Аранча Санчес была одной из самых быстрых теннисисток своего времени и отражала практически любой мяч соперниц. За высокую скорость на корте и настойчивость к победам в теннисном мире её называли «Барселонский шмель».
Особенно удачно выступала на грунтовых кортах и была первой испанкой, которая смогла стать первой ракеткой мира (6 февраля 1995). За свою карьеру выиграла 14 турниров Большого шлема: четыре в одиночном разряде, шесть в парном и четыре в миксте. Всего выиграла 29 турниров WTA в одиночном разряде и 69 в парном. Санчес-Викарио очень часто выходила в финалы важных турниров, но доминирующие в то время Граф и Селеш каждый раз останавливали её в шаге от победы. Тем не менее, стабильность и высокие результаты позволили Аранче стать одной из самых ярких теннисных звезд 90-х годов.
Первый турнир Большого шлема, «Ролан Гаррос», Санчес-Викарио выиграла в 17-летнем возрасте в 1989 году, обыграв в драматичном финале сильнейшую теннисистку тех лет Штеффи Граф. С этого момента Аранча буквально врывается в элиту женского тенниса и фактически всю оставшуюся карьеру (13 лет) остаётся в десятке сильнейших. Самым удачным для Санчес становится 1994 год, когда она дважды побеждает в турнирах Большого шлема (во Франции и в США) и играет в финале в Австралии против Граф. По итогам сезона-94 Санчес-Викарио становится чемпионкой. Четвёртый и последний победный трофей Большого шлема Аранча Санчес завоевала на «Ролан Гаррос» в 1998 году, обыграв в финале Монику Селеш.
На счету Санчес-Викарио 4 олимпийские награды (2 серебра и 2 бронзы), завоёванные на Играх в родной Барселоне и в Атланте.
Санчес-Викарио в составе сборной Испании является пятикратной победительницей командного чемпионата мира — Кубка Федерации. Победами отмечены 1991, 1993, 1994, 1995, 1998 гг. Всего она играла в финале Кубка Федерации десять раз, что является рекордом для этого соревнования. Санчес-Викарио владеет ещё несколькими рекордами Кубка Федерации: наибольшее количество проведенных матчей (100), наибольшее количество выигранных матчей (72), наибольшее количество побед в одиночном разряде (50), наибольшее количество побед для одной пары (18, вместе с Кончитой Мартинес).
Победительница Кубка Хопмана в 1990 и 2002 годах.
В конце 2002 года объявила о завершении карьеры. За время карьеры заработала 17 млн долларов призовых.
14 июля 2007 года вместе с Питом Сампрасом вошла в Зал теннисной славы в Нью-Йорке.
Аранча Санчес была дважды замужем. Первым мужем Аранчи в 2000 году стал журналист D.Vehils. Через год они развелись. Во втором браке с бизнесменом Хосепом Сантаканой (с 2008 года) у неё родилось двое детей — мальчик и девочка. В 2012 году между Санчес-Викарио и её родителями произошёл серьёзный разлад, когда Аранча объявила себя банкротом и обвинила в этом родителей, управлявших её экономическими делами в период активной карьеры. В 2017 году после продолжительных судебных тяжб опять же из-за финансовых проблем Аранча Санчес разошлась с мужем.
В 2011—2012 годах Аранча Санчес являлась капитаном женской национальной сборной Испании в Кубке Федерации.
В 2015 году Санчес-Викарио являлась консультантом по игровой практике известной теннисистки Каролин Возняцки.
В конце 2023 года вместе с Хосепом Сантаканой предстала перед судом по обвинению в выводе активов. К этому времени бывшие супруги были должны Bank of Luxembourg 7,5 млн евро, и экс-чемпионка, преподавашая теннис в Майами и подрабатывавшая комментатором, отдавала банку в счёт долга половину официального заработка. В январе 2024 года Санчес Викарио, признавшая себя виновной в рамках сделки с обвинением, была приговорена к двум годам заключения условно, а её бывший муж был отправлен в тюрьму на 3 года и 3 месяца. Суд также приговорил их к выплате штрафа помимо уже имевшегося долга.

## История выступлений на турнирах Большого шлема в одиночном разряде
| Турнир          | 1987 | 1988 | 1989 | 1990 | 1991 | 1992 | 1993 | 1994 | 1995 | 1996 | 1997 | 1998 | 1999 | 2000 | 2001 | 2002 | Число побед |
| --------------- | ---- | ---- | ---- | ---- | ---- | ---- | ---- | ---- | ---- | ---- | ---- | ---- | ---- | ---- | ---- | ---- | ----------- |
| Australian Open | -    | -    | -    | -    | 1/2  | 1/2  | 1/2  | F    | F    | 1/4  | 3r   | 1/4  | 2r   | 1/4  | -    | 1r   | 0           |
| «Ролан Гаррос»  | 1/4  | 1/4  | W    | 2r   | F    | 1/2  | 1/2  | W    | F    | F    | 1/4  | W    | 1/2  | 1/2  | 2r   | 1r   | 3           |
| Уимблдон        | 1r   | 1r   | 1/4  | 1r   | 1/4  | 2r   | 1/8  | 1/8  | F    | F    | 1/2  | 1/4  | 2r   | 4r   | 2r   | -    | 0           |
| US Open         | 1r   | 1/8  | 1/4  | 1/2  | 1/4  | F    | 1/2  | W    | 1/8  | 1/8  | 1/4  | 1/4  | 1/8  | 1/8  | 3r   | 1r   | 1           |

## Финалы турниров Большого шлема в одиночном разряде (12)

### Победы (4)
| Год  | Турнир                         | Соперник     | Счёт        |
| 1989 | Открытый чемпионат Франции     | Штеффи Граф  | 7-6 3-6 7-5 |
| 1994 | Открытый чемпионат Франции (2) | Мари Пьерс   | 6-4 6-4     |
| 1994 | Открытый чемпионат США         | Штеффи Граф  | 1-6 7-6 6-4 |
| 1998 | Открытый чемпионат Франции (3) | Моника Селеш | 7-6 0-6 6-2 |

### Поражения (8)
| Год  | Турнир                       | Соперник     | Счёт         |
| 1991 | Открытый чемпионат Франции   | Моника Селеш | 3-6 4-6      |
| 1992 | Открытый чемпионат США       | Моника Селеш | 3-6 3-6      |
| 1994 | Открытый чемпионат Австралии | Штеффи Граф  | 0-6 2-6      |
| 1995 | Открытый чемпионат Австралии | Мари Пьерс   | 3-6 2-6      |
| 1995 | Открытый чемпионат Франции   | Штеффи Граф  | 5-7 6-4 0-6  |
| 1995 | Уимблдонский турнир          | Штеффи Граф  | 6-4 1-6 5-7  |
| 1996 | Открытый чемпионат Франции   | Штеффи Граф  | 3-6 7-6 8-10 |
| 1996 | Уимблдонский турнир          | Штеффи Граф  | 3-6 5-7      |